# Next Level
NEXT LEVEL – dziesiąty album Ayumi Hamasaki. Płyta ukazała się 25 marca 2009 roku. Została wydana w wersji CD, CD+DVD oraz wersji limitowanej – 2CD+DVD. Na pierwszym CD znajduje się 14 piosenek (4 wydane wcześniej na singlach), natomiast na 2 CD znajdują się piosenki wzięte z noworocznego PREMIUM COUNTDOWN LIVE 2008–2009 A. NEXT LEVEL jest pierwszym albumem Hamasaki wydanym na pamięci USB. Pamięć posiada 2 GB, które zawierają 14 piosenek wydanych na CD w formacie mp3 oraz 6 klipów muzycznych w formacie mp4. Album dotychczas zdobył certyfikat Double Platinum za sprzedaż w liczbie 500 000 egzemplarzy.

## Lista utworów

### CD
| #  | Tytuł                               | Muzyka         | Aranżacja   | Czas |
| -- | ----------------------------------- | -------------- | ----------- | ---- |
| 1  | "Bridge to the sky"                 | Yuta Nakano    | Yuta Nakano | 1:43 |
| 2  | "NEXT LEVEL"                        | D.A.I          | HΛL         | 4:30 |
| 3  | "Disco-munication" (instrumental)   | CMJK           | CMJK        | 1:32 |
| 4  | "EnergizE"                          | Yuta Nakano    | CMJK        | 4:31 |
| 5  | "Sparkle"                           | Kazuhiro Hara  | CMJK        | 4:30 |
| 6  | "rollin'"                           | Yuta Nakano    | CMJK        | 5:04 |
| 7  | "GREEN"                             | Tetsuya Yukumi | Tasuku      | 4:49 |
| 8  | "Load of the SHUGYO" (instrumental) | CMJK           | CMJK        | 1:32 |
| 9  | "identity"                          | Yuta Nakano    | Yuta Nakano | 4:19 |
| 10 | "Rule"                              | Miki Watanabe  | HΛL         | 4:06 |
| 11 | "LOVE 'n' HATE"                     | Yuta Nakano    | Yuta Nakano | 3:51 |
| 12 | "Pieces of SEVEN" (instrumental)    | HΛL            | HΛL         | 2:31 |
| 13 | "Days"                              | Kunio Tago     | HΛL         | 5:03 |
| 14 | "Curtain call"                      | Kazuhiro Hara  | Yuta Nakano | 3:44 |

### Live CD
| #  | Tytuł                | Czas  |
| -- | -------------------- | ----- |
| 1  | "GREEN"              | 4:52  |
| 2  | "Will"               | 6:29  |
| 3  | "End of the World"   | 4:43  |
| 4  | "Heartplace"         | 7:03  |
| 5  | "And Then"           | 2:25  |
| 6  | "Naturally"          | 3:31  |
| 7  | "POWDER SNOW"        | 4:39  |
| 8  | "HOPE or PAIN"       | 4:27  |
| 9  | "Over"               | 5:10  |
| 10 | "SCAR"               | 7:01  |
| 11 | "SIGNAL"             | 2:25  |
| 12 | "Hana"               | 1:49  |
| 13 | "too late"           | l4:10 |
| 14 | "everywhere nowhere" | 3:40  |
| 15 | "Days"               | 5:05  |
| 16 | "For My Dear..."     | 4:41  |

### DVD
| #  | Tytuł                        | Czas |
| -- | ---------------------------- | ---- |
| 1  | "Days" (teledysk)            | 5:20 |
| 2  | "GREEN" (teledysk)           | 5:32 |
| 3  | "Rule" (teledysk)            | 4:27 |
| 4  | "Sparkle" (teledysk)         | 4:44 |
| 5  | "NEXT LEVEL" (teledysk)      | 4:31 |
| 6  | "Curtain call" (teledysk)    | 3:48 |
| 7  | "Days" (making clip)         | 3:54 |
| 8  | "GREEN" (making clip)        | 3:59 |
| 9  | "Rule" (making clip)         | 3:17 |
| 10 | "Sparkle" (making clip)      | 3:29 |
| 11 | "NEXT LEVEL" (making clip)   | 4:37 |
| 12 | "Curtain call" (making clip) | 3:12 |

## Personel
- Ayumi Hamasaki: wokal, wokal wspierający
- Miwako Hamada: chór
- Yōko Yamazaki: chór
- Nobou Eguchi: perkusja
- Enrique: gitara basowa
- Yoshio Nomura: gitara
- Yoshihiro Tomonari: keyboard
- Yosuke Miyazaki: keyboard
- tancerze: Tsuyoshi Otsubo, Shuya Mizuno, Yusaku Jin, Subaru Tomita, Maroka Nomura, Ryōji Akima, Kayano Nomura, Chisa Maehara, Midori Saito, Aki Yoneda